# Ophthalmocydrus semiorbifer
Ophthalmocydrus semiorbifer là một loài bọ cánh cứng trong họ Cerambycidae.